# Samba-reggae
La samba-reggae est un sous-genre musical dérivé de la samba apparu dans l'État de Bahia, au Brésil au tournant des années 1990.
Créé et diffusé par le maestro Neguinho do Samba (pt), il s'agit d'une fusion entre la samba brésilienne et le reggae jamaïcain, fortement représentée par la figure noire. Parce qu'il s'agit d'un genre d'origine bahianaise, on l'appelle à tort musique axé,,.

## Histoire
La samba-reggae naît de la fusion de la samba duro (une variante de la samba de roda) avec le reggae et le funk mettant en vedette deux tambours, un pandeiro, un atabaque, une guitare ou un alto électronique à la place du cavaquinho et des instruments de la musique latine, avec de fortes influences du merengue, de la salsa et du candomblé.
Comme précurseurs du rythme qui s'est répandu à travers le Brésil et dans le monde, principalement avec les rythmes du groupe Olodum, on trouve notamment Luís Vagner, Margareth Menezes, Banda Eva, Ivete Sangalo, Daniela Mercury, Carlinhos Brown, Timbalada, Bamdamel (pt) et Banda Reflexu's (pt).